# Bengt Elmberg
Bengt Carl Gunnar Elmberg, född 15 februari 1921 i Stockholm, död 26 mars 1996 i Johanneshov, var en svensk musiker och sångare. Han var medlem av sånggruppen Flickery Flies 1946–1952.
Bengt Elmberg är gravsatt i minneslunden på Skogskyrkogården i Stockholm.

## Filmografi
- 1946 – Klockorna i Gamla Sta'n